# 1 Dywizjon Pociągów Pancernych

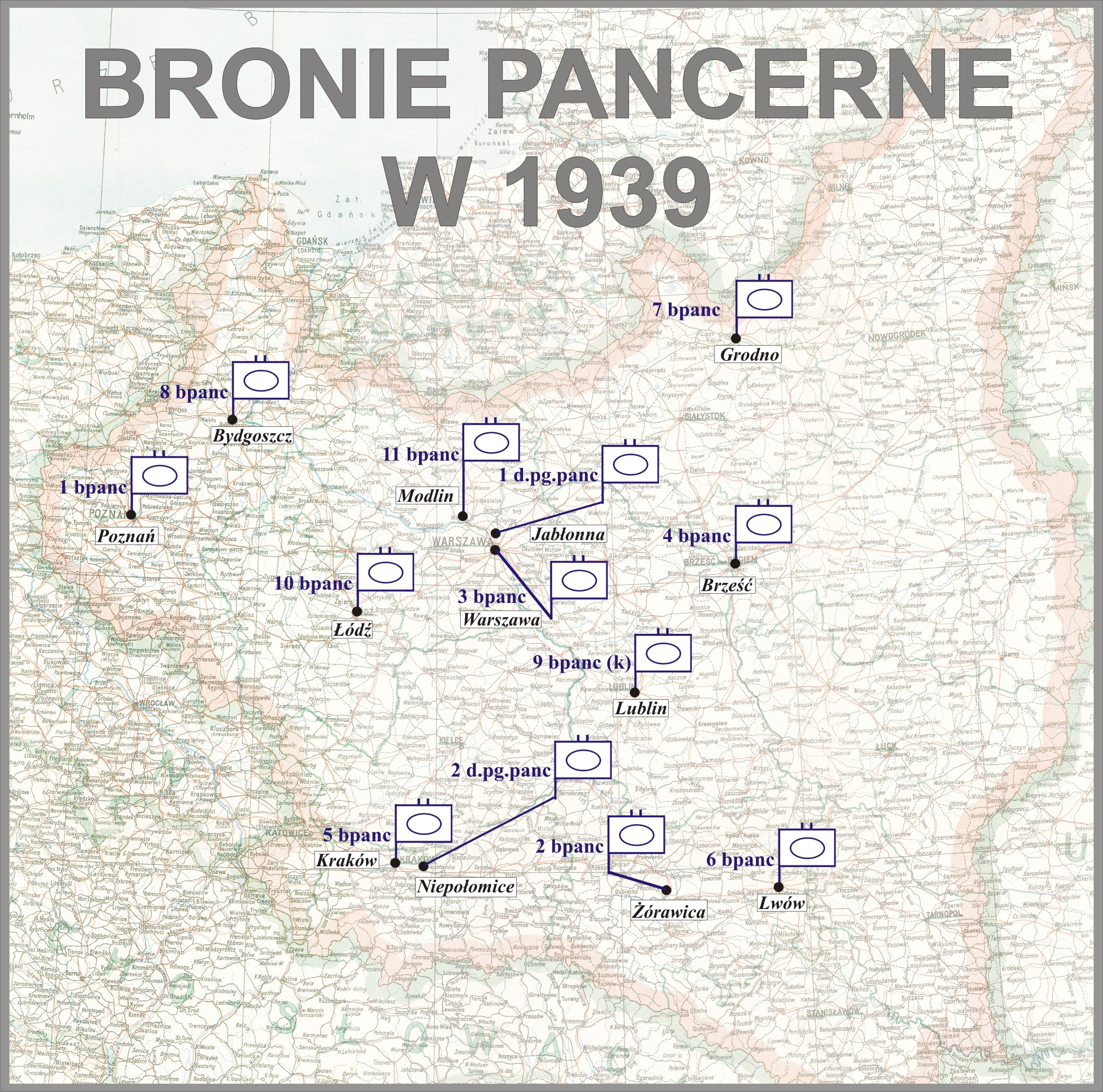
Bronie Pancerne Wojska Polskiego w 1939 przed wybuchem II wojny światowej

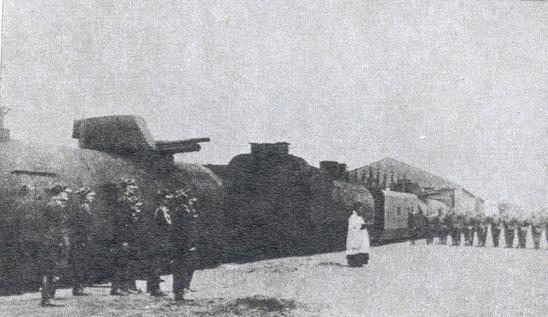
Przysięga żołnierzy 1. Dywizjonu w 1933 roku

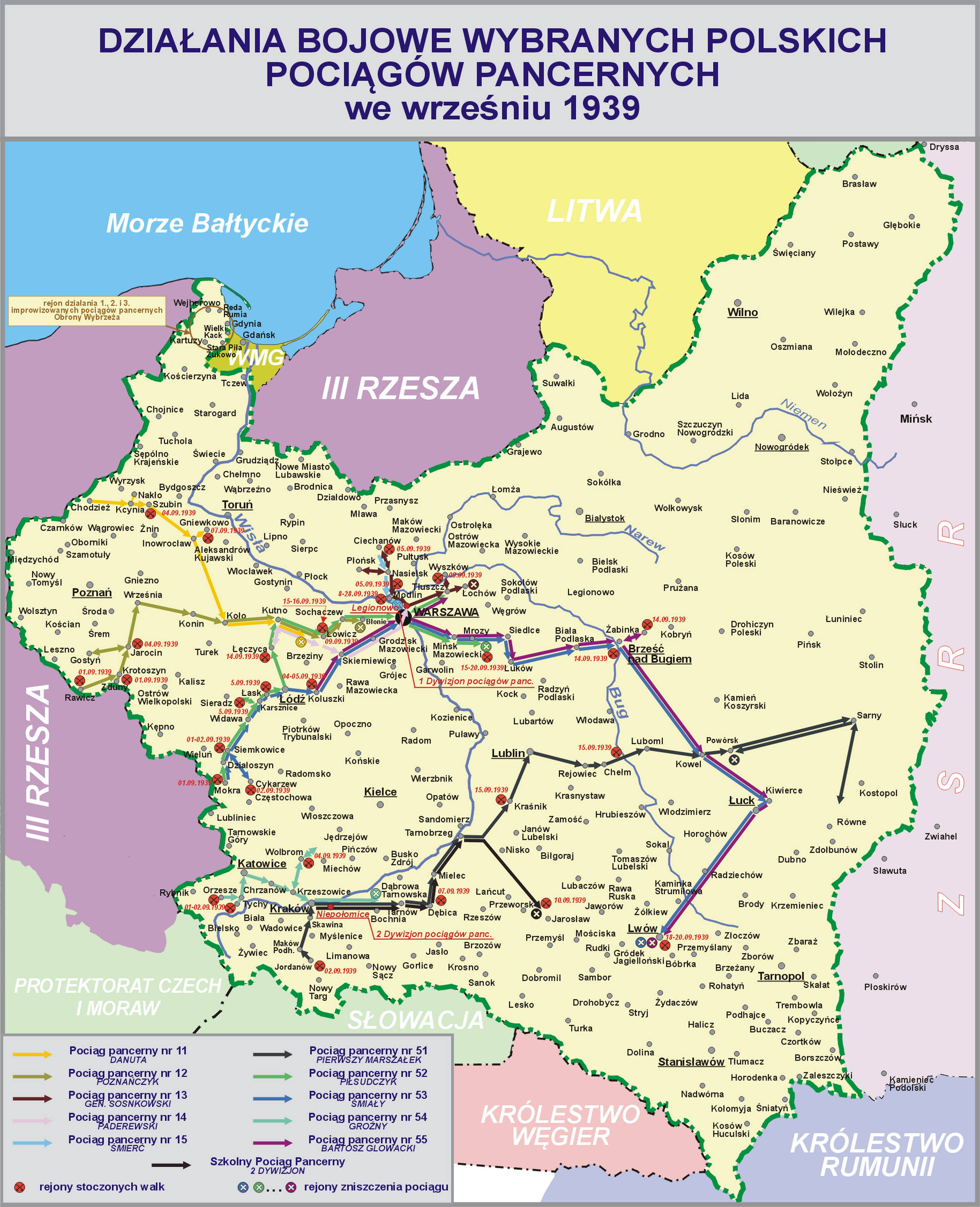

1 Dywizjon Pociągów Pancernych (1 d.pg.panc.) – oddział pociągów pancernych Wojska Polskiego w II Rzeczypospolitej.

## Formowanie i zmiany organizacyjne
Dywizjon sformowany został w październiku 1927 w garnizonie Jabłonna, na terenie Okręgu Korpusu Nr I. Bazę organizacji nowej jednostki stanowił Dywizjon Ćwiczebny Pociągów Pancernych.
Minister spraw wojskowych rozkazem B. Og. Org. 403 Tjn. Org. II, ogłoszonym 18 maja 1929, przydzielił dywizjon pod względem wyszkolenia do 1 Grupy Artylerii.
Do 15 maja 1930 dywizjon był jednostką saperów kolejowych, a następnie jednostką broni pancernych.
Od lutego 1934 dywizjon w czasie pokoju podlegał, za pośrednictwem dowódcy broni pancernych, I wiceministrowi spraw wojskowych, a pod względem zaopatrzenia w sprzęt i materiały oraz administracyjnym − II wiceministrowi spraw wojskowych. W latach 1937–1938 utworzone zostały trzy dowództwa grup pancernych jako pośrednie ogniwo dowodzenia pomiędzy jednostkami a Dowództwem Broni Pancernych. 2 d.pg.panc. z dniem 1 sierpnia 1938 podporządkowany został dowódcy 3 Grupy Pancernej. Ponadto dywizjon był jednostką administracyjną (od 1 kwietnia 1938 − oddziałem gospodarczym) i jednostką mobilizującą.
19 września 1928 roku Minister Spraw Wojskowych ustanowił dzień 29 września świętem dywizjonu.
15 lipca 1939 dywizjon posiadał pięć pociągów pancernych, przy czym trzy z nich stanowiły zapas mobilizacyjny, a dwa zakwalifikowane zostały do grupy "ćwiczebno-mobilizacyjnej". Jeden z pociągów grupy „ćwiczebno-mobilizacyjnej” spełniał rolę pociągu szkolnego, a drugi pociągu manewrowego (kadrowego).

## Organizacja pokojowa dywizjonu
- dowództwo
- szkolny pociąg pancerny
- kadrowy (manewrowy) pociąg pancerny[e]
- pluton ogniowy
- pluton motorowy
- pluton wypadowy sapersko-minerski
- pluton łączności
- kompania drezyn
- kwatermistrzostwo
  - pluton gospodarczy
  - park
  - warsztaty

## Kampania wrześniowa
Dowódcą dywizjonu w kampanii wrześniowej był ppłk Jan Damasiewicz.
W dniach 24–25 sierpnia 1939, w mobilizacji alarmowej, zgodnie z planem mobilizacyjnym „W”, dywizjon sformował trzy pociągi pancerne, które zamiast dotychczasowych nazw otrzymały numery:
- pociąg pancerny nr 11 (eks – „Danuta”) – kpt. Bolesław Korobowicz, przydział Armia „Poznań”
- pociąg pancerny nr 12 (eks – „Poznańczyk”) – kpt. Kazimierz Majewski, przydział Armia „Poznań”
- pociąg pancerny nr 13 (eks – „Generał Sosnkowski"”) – kpt. Stanisław Młodzianowski, przydział Armia „Modlin”

W dniach 31 sierpnia – 2 września 1939, w mobilizacji powszechnej, sformowane zostały pozostałe dwa składy, które przewidziane były do Odwodu Naczelnego Wodza:
- pociąg pancerny nr 14 (eks – „Paderewski”) – kpt. Jerzy Żelechowski, od 9 września kpt. Henryk Galwelczyk, odwód Naczelnego Dowództwa, przydział Armia „Pomorze” od 1 września
- pociąg pancerny nr 15 (eks – „Śmierć”) – kpt. Kazimierz Kubaszewski, odwód Naczelnego Dowództwa

Losy pociągów pancernych są opisany w ich artykułach.
W II rzucie mobilizacji powszechnej dyon miał ponadto sformować Park Stały Broni Pancernych Nr 11 (bez czołówki). Również ten pododdział przewidziany był do Odwodu Naczelnego Wodza. Po zakończeniu mobilizacji dywizjon miał ulec likwidacji. Nadwyżki rezerwistów powinny zostać skierowane do Ośrodka Zapasowego Pociągów Pancernych Nr 1.
5 września dowództwo dywizjonu otrzymało informacje o klęsce Armii „Modlin”. Zarządzono ewakuację personelu, sprzętu i rodzin wojskowych. 7 września transport ewakuacyjny był gotów do odjazdu, dołączono do niego jeden stary wagon bojowy z działem 75 mm, na węglarce zamontowano dwa ckm-y. Przygotowania do ewakuacji były chaotyczne; wagon bojowy wyruszył do Warszawy (o 21.00) bez amunicji, wielu rezerwistom nie wydano broni lub nawet mundurów z magazynów (magazyny, niezniszczone, wpadły wkrótce potem w ręce nieprzyjaciela). W Warszawie, do której pociąg dotarł o 8.00 rano, pociąg został ostrzelany podczas nalotu, zginęło kilka osób, inne odniosły rany. Wieczorem pociąg odjechał do Rembertowa. 9 września pociąg dotarł do Mińska Mazowieckiego. 10 września kilka osób zostało rannych podczas nalotu i następującego po nim pożaru w Iganiach. Podczas nalotu 11 września zginęła załoga węglarki, usiłująca bronić pociągu. W nocy 11 na 12 września, transport, unieruchomiony w pobliżu Siedlec z powodu uszkodzenia torów, uległ rozproszeniu z powodu upadku dyscypliny i organizacji. Nieuszkodzony parowóz i wagony ze sprzętem wpadły w ręce Niemców 12 września.

## Żołnierze dywizjonu
Dowódcy dywizjonu
- mjr art. Lucjan Bastgen (1 X 1927[12] – IV 1928[13])
- ppłk art. Wacław I Gilewicz (IV 1928[14] – III 1929[15])
- mjr / ppłk art. Zygmunt Michał Fischer (IV 1929[16] – 1931)
- mjr dypl. Ryszard Włodzimierz Zyms (1932 – 1933)
- ppłk art. Jan Damasiewicz[17] (III 1934 – VIII 1939)

Zastępcy dowódcy
- mjr art. Stanisław Marceli Czerepiński (1 X 1927[12] – XII 1929[18])
- mjr art. Franciszek Busz (I 1930[19] – I 1931[20])
- mjr art. Jan Damasiewicz (I 1931[21] – III 1934[22])
- mjr Zdzisław Szulczewski (1939)

Kwatermistrzowie
- kpt. art. Leon Topolski (od I 1931[21])
- kpt. adm. (br. panc.) Ludwik Pieńkowski (1939)

Oficerowie
- mjr art. Zenon Staszek (1928)[23]
- kpt. / mjr dr lek. Julian Mermon (naczelny lekarz od 1927)

Organizacja i obsada personalna w 1939
Obsada personalna dywizjonu w marcu 1939 roku:
- dowódca dywizjonu – ppłk Jan Damasiewicz
- zastępca dowódcy – mjr Zdzisław Szulczewski
- adiutant – por. Mirosław Czajkowski (*)[g]
- lekarz medycyny – por. lek. Stanisław Tadeusz Piliszek
- kwatermistrz – kpt. adm. (br. panc.) Ludwik Pieńkowski
- oficer mobilizacyjny – kpt. Stanisław Antoni Żytnowski
- oficer administracyjno-materiałowy – kpt. Stanisław II Młodzianowski
- zastępca oficera administracyjno-materiałowego – chor. Stanisław Mysiński
- oficer gospodarczy – kpt. int. Klemens Mitręga
- dowódca plutonu łączności – por. Kazimierz Tadeusz Kubaszewski
- dowódca szkolnego pociągu pancernego – kpt. Bronisław Korobowicz
- dowódca I plutonu podoficerskiego – por. Jan Tabortowski
- dowódca II plutonu podoficerskiego – por. Świętosław Henryk Baziukiewicz
- dowódca pociągu pancernego – kpt. Kazimierz Majewski
- zastępca dowódcy – por. Tadeusz Lajourdie
- dowódca plutonu technicznego – por. Walerian Skierski
- dowódca I plutonu ogniowego – por. Martynian Satumin Sarnowski
- dowódca II plutonu ogniowego – vacat
- dowódca skadrowanego pociągu pancernego – por. Mirosław Czajkowski (*)
- dowódca kompanii drezyn – kpt. Jerzy Janusz Żelechowski
- komendant parku – kpt. Antoni Stefan Firczyk
- kierownik warsztatów – kpt. Mieczysław Wnukowski
- kierownik składnicy – chor. Tomasz Szostek
- na kursie – por. piech. Jan Seniuta
- na kursie – por. piech. Zbigniew Adam Stępowski

## Barwy dywizjonu
Sztandar
Zarządzeniem Prezydenta Rzeczypospolitej Polskiej z 25 marca 1938 nadano dywizjonowi sztandar. Jak wszystkie sztandary broni pancernych, posiadał on ujednoliconą prawą stronę płatu. Zamiast numeru oddziału, na białych tarczach między ramionami krzyża kawaleryjskiego występował Znak Pancerny. Znak ten występował również na przedniej ściance podstawy orła.
Na lewej stronie płatu sztandaru umieszczono:
- w prawym górnym rogu — wizerunek Matki Boskiej Częstochowskiej
- w lewym górnym rogu — wizerunek św. Michała
- w prawym dolnym rogu — godło Wielkiego Księstwa Mazowieckiego
- w lewym dolnym rogu — odznaka honorowa 1 dywizjonu pociągów pancernych

- na górnym ramieniu krzyża kawalerskiego – napis: „Bobrujsk Czerwony Brzeg 20-21.II.1918"
- na dolnym ramieniu krzyża kawalerskiego napis: „Lwów XI.l9l8 – VI.1919"
- na lewym ramieniu krzyża kawalerskiego napis: „Rzeczyca 13-14 V.1920"
- na prawym ramieniu krzyża kawalerskiego napis: „Warszawa 17.VIII.l920"

Uroczyste wręczenie sztandaru odbyło się 26 maja 1938 na Polu Mokotowskim w Warszawie. Sztandar wręczył reprezentujący Prezydenta RP i Naczelnego Wodza — minister Spraw Wojskowych gen. dyw. Tadeusz Kasprzycki.
Wiadomości o wrześniowych losach sztandaru dywizjonu są dość lakoniczne. Wydany w Londynie Zarys historii broni pancernej podaje: „Sztandar 1 Dywizjonu Pociągów Pancernych został zakopany we Lwowie”.
W relacji z Banknock zapisano: „1 Dywizjon Pociągów Pancernych. Sztandar ukryty w parku we Lwowie. – Meldunek kpt. Antoniego Firczyka".
Barwy
4 sierpnia 1927 Minister Spraw Wojskowych ustalił, że żołnierze pełniący służbę w pociągach pancernych nosić będą na kołnierzach kurtek łapki ciemnozielone (barwa artylerii) z wypustką wiśniową oraz numer porządkowy na naramiennikach − cyfrę arabska 1.
Z dniem 6 października 1930 Minister Spraw Wojskowych w miejsce dotychczasowych łapek na kołnierzach kurtek wprowadził dla pociągów pancernych proporczyki na kołnierze kurtek i płaszczy czarne z pomarańczowym paskiem przez środek oraz czarne otoki na rogatywkach. Barwa spodni oraz lampasów i wypustek przy lampasach oficerskich była odpowiednia dla korpusu osobowego, do którego przynależał żołnierz pełniący służbę w pociągach pancernych, np. oficer artylerii przydzielony do pociągów pancernych nosił spodnie ciemnozielone z podwójnymi lampasami i wypustką szkarłatną.
Z dniem 17 września 1934 w związku z połączeniem formacji pancernych z formacjami samochodowymi, Minister Spraw Wojskowych ujednolicił oznaki umundurowania oficerów, podoficerów i szeregowych formacji czołgów, samochodów pancernych, pociągów pancernych i samochodów.
- otoki na rogatywkach − pomarańczowe,
- proporczyki na kołnierzach kurtek i płaszczy − czarno-pomarańczowe,
- spodnie wieczorowe granatowe, z lampasami i wypustką pomarańczową,
- numeracja na naramiennikach − cyfra arabska „1” z dużą literą „P”.

Odznaka pamiątkowa
8 listopada 1928 roku Minister Spraw Wojskowych zatwierdził wzór i regulamin odznaki pamiątkowej dywizjonu. Odznakę stanowił srebrny szyszak z podwójnym pióropuszem, umieszczony w laurowo-dębowym wieńcu.